# Angie Palacios
Pour les articles homonymes, voir Palacios.
Angie Paola Palacios Dajomes, née le 12 septembre 2000, est une haltérophile équatorienne.

## Carrière
Elle est médaillée d'argent dans la catégorie des moins de 69 kg aux Jeux bolivariens de 2017 et aux Championnats sud-américains d'haltérophilie de 2017. Elle remporte la médaille de bronze des moins de 64 kg aux Jeux panaméricains de 2019 à Lima.

## Famille
Elle est la sœur de l'haltérophile Neisi Dajomes.